# Тракторный (Липецк)
Тра́кторный  — район в Октябрьском и Левобережном округах города Липецка.
Создан как посёлок для рабочих Липецкого тракторного завода (ныне — ОАО «Липецкий трактор»).

## До строительства завода
Прежде на месте Тракторного находился посёлок Центральной тамбовской учебной сельскохозяйственной фермы (на её базе в 1858 году было создано Липецкое егерское училище). При ферме в 1850—1851 годах на кладбище фермы построили каменную церковь во имя святого Симеона Столпника.
В 1872 году Липецкое егерское училище было закрыто. Тогда перестала действовать и церковь. Затем её разобрали. Точное место, где располагался Симеоновский храм, неизвестно; предположительно он стоял между Усманским шоссе и стадионом «Пламя» на западной окраине нынешнего кладбища.

## Посёлок при заводе
Во время строительства Тракторного завода при нём стали строить посёлок. Он застраивался во время Великой Отечественной войны по собственному генеральному плану независимо от Липецка.
5 июля 1944 года посёлок вошёл во вновь образованный Тракторозаводской район Липецка. Это был первый административный район на территории города. Просуществовал он до 3 сентября 1953 года.
Основная часть Тракторного находится в Октябрьском округе. Однако часть зданий микрорайона (4-й участок) — между улицами Никитина и Флерова — находится в Левобережном округе.
В 1972 году посёлок с правобережной частью города напрямую связал построенный Октябрьский мост (до декабря 1987 года назывался вторым мостовым переходом). До этого связь посёлка с правым берегом осуществлялась только через Новолипецк.
С середины 1980-х годов часть посёлка была снесена при расширении территории тракторного завода. При этом практически полностью исчезла одна из крупнейших здешних улиц — Тракторозаводская. С начала 1990-х в запустение пришёл 4-й участок посёлка при всключении его территории в санитарно-защитную зону НЛМК. Здешние жители были переселены, а дома частично разрушены, частично используются под промышленные нужды.
В мае 2001 года под строительство первого храма Тракторного отвели территорию в сквере напротив ДК завода. Он освящен во имя Архистратига Михаила, а его придел — во имя Симеона Столпника. Автором проекта стал архитектор А. И. Мозолевский. В 2013 году храм достраивается.
20 июля 2008 года на Тракторном на площади Клименкова открыли сквер.

## Внутреннее деление
Посёлок Тракторный традиционно делится на участки.
- 2-й участок (северная часть посёлка) — район между улицами Ильича, Чехова, Воронежской и 3-го Сентября и территорией спорткомплекса «Пламя». Часть участка в середине 1980-х годов была включена в промзону тракторного завода.
- 3-й участок (южная часть посёлка) — между СК «Пламя», улицами Докучаева, Спартака и лесным массивом в юго-западной части посёлка.
- 4-й участок (северо-восточная часть посёлка) — между улицами Чехова, 30-летия ВЛКСМ, Никитина и Флёрова. В начале 1990-х 4-й участок попал в санитарно-защитную зону и отсюда началось переселение жителей. Ныне он почти безлюден: от частных домов в основном остались одни фундаменты. Двухэтажные коллективные строения большей частью заколочены, в меньшей степени в них разместились различные частные предприятия.

Также на Тракторном (в его северо-западной части) есть ещё два внутренних района: соцго́род (находится между улицами Краснозаводской, Краснознамённой, Коммунистической и Жуковского) и коллекти́вка (расположена в районе улиц Бачурина, Шаталовой, Огнева, Молодёжной, Кондарева и Жуковского. Возможно, она называлась 1-м участком).

## Транспорт
Внутри посёлка расположены 19 и 323а автобусные маршруты, связывая Тракторный с близлежащим районом Заречье и с 3-м участком.
С остальной частью Липецка Тракторный связан следующими маршрутами:
- со стороны Октябрьского моста — трамвай № 1(До начала реконструкции путей), автобусы № 1т, 323, № 378, № 379.
- со стороны Новолипецка — автобусы № 33, № 33а, № 325.

## Достопримечательности
В декабре 2015 года в микрорайоне был открыт памятник «Защитникам Отечества».